# ジョン・キャス
ジョン・キャス（Sir John Cass、1661年2月-1718年7月5日）は、シティ・オブ・ロンドンの18世紀を代表する事業家、政治家、慈善事業家。
現在のロンドン大学シティ校のビジネススクールが、2002年よりサー・ジョン・キャス財団からの寄付を受けキャス・ビジネススクールの名称が用いられていた。
2021年に、ロイヤルアフリカンカンパニーでの奴隷貿易への関与から、同ビジネススクールはベイズ・ビジネススクールへ改称されている。

## 経歴

### 生い立ち
1661年、ロイヤル・オードナンスの大工であるトーマス・キャスの息子としてシティ・オブ・ロンドンのローズマリー・レーン（Rosemary Lane）に生まれた。生年月日は不明だが、2月2 日にセント ボトルフズ アルドゲート教会（St Botolph's Aldgate）で洗礼を受けている。 1665年、一家はペストから逃れるためにサウス・ハックニー（South Hackney）のグローブ・ストリート（Grove Street）に引っ越した。1684年1月7日にElizabeth Franklinという女性と結婚している。

### 王立アフリカ会社
1705 年にキャスは44歳で王立アフリカ会社の取締役に就任し、同社の株式を死去するまで保有していた。王立アフリカ会社は、1662 年にイングランド王室とシティ・オブ・ロンドンの商人と共に設立され、西アフリカ沿岸での金、銀、象牙、奴隷の取引を英国で独占、チャールズ2世とその弟のヨーク公 (後のジェームズ 2 世) が会社の総督を務めていた。　キャスは、西アフリカから奴隷がタバコや砂糖プランテーションの労働力として売られる交易に関与していたとされる。

### 政治家として
キャスは 1710 年にシティ選挙区のトーリー党から国会議員に選出された。1711 年 1 月からシティの25の自治区の一つであるポートソーケン区（Portsoken）の議員に選出され、同年 6 月にはシェリフ（Sheriffs of the City of London）に任命され、にナイトの称号を与えられた。また、1711 年に 急速に拡大する大都市の人口に新しい教会を提供するための計画を推進する新50教会設置委員会（Commission for Building Fifty New Churches）の委員に任命された。国会議員としても1713 年に再選されたが、1715 年にホイッグ派に敗れた。

### その他
1711 年から 1712 年にかけて、シェリフと並行して、シティ・オブ・ロンドンのリヴァリ・カンパニー（同業者名誉組合）の一つであるWorshipful Company of Carpentersのマスター（Master）に任命された。1714 年に移籍してWorshipful Company of Skinnersの支配人となった。また、1709 年から 1715 年まで、ブライドウェル・ベツレヘム病院（Bridewell and Bethlehem Hospitals）の会計責任者を務めた。

### 死去
1718 年7月5日に脳出血で57歳で死亡し、であるホワイトチャペルにあるセント メアリー マトフェロン教会の墓地（現在のアルタブアリ公園）に埋葬さた。 彼の未亡人エリザベス (旧姓フランクリン) は 1732年7月7日に死亡。ジョンとエリザベスには子供はいなかった。

## サー・ジョン・キャス財団

### 慈善事業家として
キャスは 1709 年に聖ボトルフズ・アルドゲイト教会（St Botolph's Aldgate）内に男子50人・女子40人を定員とする学校を設立。この時点で遺言書を作成している。それ以降の事業投資収益によって得た資産を含む相続を考慮し、1718 年に健康を害して以降に遺言書を更新しようと試みるも、死期までに執筆を終えることが出来ず、遺産の相続は法廷で法定相続人によって争われた。未亡人エリザベスは、キャスの死後に学校の後援者であり続けたものの1732 年に死亡。キャスが指名した管財人バレンタイン・ブリュースの後援の下、学校はさらに数年間存続したが、1738 年のブリュースの死後に閉校。未亡人エリザベスの資産および閉校した学校の資産をもとに、サー・ジョン・キャス財団が1748年に設立された。

### 財団の教育分野への慈善活動
サー・ジョン・キャス財団を財源として1899 年に設立された、サー・ジョン・キャス技術研究所（Sir John Cass Technical Institute）は、1902 年に新施設へ移転、1950年にサー・ジョン・キャス・カレッジに改組された。1965 年に、サー・ジョン・キャス・カレッジの美術応用芸術学科はセントラルスクールオブアート（Central School of Art）の銀細工工芸学科と合併し、サー・ジョン・キャス・スクール・オブ・アートへ改称。サー・ジョン・キャス・カレッジは、1970 年にシティ・オブ・ロンドン・カレッジ（City of London College）と合併し、シティ・オブ・ロンドン・ポリテクニック（City of London Polytechnic）となり、1992年にロンドン・ギルドホール大学（London Guildhall University）と改称したのち、2002 年に北ロンドン大学（University of North London）と合併して現在のロンドン・メトロポリタン大学を形成した。
現代の財団は、セント・ボトルフ（St Botolph's）にある市内の小学校 (The Aldgate School, 旧称 Sir John Cass's Foundation Primary School)、タワー・ハムレット（Tower Hamlets）にある中学校 (Stepney All Saints School, 旧称Sir John Cass Redcoat School)、ロンドン・メトロポリタン大学内の美術・建築・デザイン学部、ロンドン大学シティ校のキャス・ビジネススクール、イーストロンドン大学の教育学部に資金提供している。

### 奴隷人権問題による教育機関の名称変更
2020年5月にアメリカでアフリカ系アメリカ人の黒人男性ジョージ・フロイド（George Floyd）が、2020年5月25日にミネアポリス近郊で、警察官のデレク・ショーヴィンの不適切な拘束方法によって殺害されたジョージ・フロイド殺害事件を受け、世界中の多くの都市で黒人差別に対する抗議行動が起きたことを受け、財団は支援する教育機関の名称変更を行った。ロンドン・メトロポリタン大学の美術・建築・デザイン学部、ロンドン大学シティ校のビジネススクールなどから、キャスの名前が削除された。